# Кам'янка (Брасовський район)
Ка́м'янка (рос. Каменка) — селище у Брасовському районі Брянської області Росії. Входить до складу муніципального утворення Локотське міське поселення.
Населення — 1734 особи.
Розташоване за 8 км на південь від селища міського типу Локоть, на кордоні Брасовського і Комарицького районів.

## Історія
Розташоване на території Сіверщини.
Засноване у 1960-х рр. при виправній установі суворого режиму ОБ-21/4. Спочатку входило до складу Бобриковської сільради Комарицького району. У 1977 році офіційно отримало сучасне найменування і передане до складу Локотської селищної ради.

## Населення
За найновішими даними, населення — 1734 особи (2013).
У минулому чисельність мешканців була такою:
| Роки      | 1979 | 1989 | 2002 | 2010 |
| --------- | ---- | ---- | ---- | ---- |
| Населення | 298  | 490  | 524  | 456  |